# Madeleine Riffaud
Madeleine Riffaud, född 23 augusti 1924 i Arvillers, Somme, död 6 november 2024 i Paris, var en fransk journalist, krigskorrespondent, poet och tidigare medlem i franska motståndsrörelsen.

## Andra världskriget
Efter flera års ockupation av Nazityskland svalt civilbefolkningen i Paris samt saknade kol för uppvärmning och elektricitet var bristvaror. Riffaud utbildade sig till barnmorska och anslöt sig till motståndsrörelsen år 1942 vid 17 års ålder.
Under sommaren 1944 anslöt sig Riffaud till franska motståndsrörelsens som då räknade cirka 100 000 medlemmar i varav 20 000 i Paris. Hon tog kodnamnet Rainer efter författaren Rainer Maria Rilke. Hon började sin bana inom motståndsrörelse med att leverera meddelanden och mat till stridande medlemmar men detta ändrades efter nazisternas massaker av civilbefolkningen i Oradour-sur-Glane, då SS-trupper dödade många vänner till familjen Riffaud.
Hon anmälde sig som frivillig den 23 juli till att döda en nazist i ett attentat för att hämnas dödsoffren i Oradour-sur-Glane och bevisa att det gick att döda ockupanter mitt på ljusa dagen. Hon cyklade till Pont de Solférino och närmade sig en tysk officer som stod en bit bort från andra soldater. Hon väntade tills han hann vända sig om för att slippa skjuta i ryggen, öppnade eld och den dödade officeren såg henne. Efteråt cyklade hon därifrån men hanns ifatt och rammades av ett fordon som tillhörde franska milisen (franska: Milice française(fr)) och kraschade till marken varvid revolvern ramlade ur hennes väska. Hon försökte få tag i sin revolver för att skjuta sig eftersom det var vanligt att kvinnliga fångar blev våldtagna i milisens förvar. Den franske milismannen förde henne inte till en av milisens stationer utan till Gestapo som utfärdade en belöning till alla som medförde en motståndsmedlem till dem och från Gestapo behövde hon inte frukta våldtäkt eftersom det var förbjudet av rasistiska skäl för att hålla den tyska rasen ren, men däremot tortyr. I Gestapos förvar misshandlades hon brutalt av SS-vakter, men Gestapos torterare var lediga och därför undslapp hon utstuderad tortyr.  Hon avslöjade ingenting under förhöret eftersom hon visste att hon skulle skjutas nästa dag i vilket fall. Efter förhöret återfördes hon till ett av franska milisens stationer där förhören fortsatte utan att Riffaud avslöjade något. Hon undslapp att arkebuseras den 5 augusti och hon lyckades rymma innan hon skulle deporteras den 15 augusti, men tillfångatogs igen. Den 19 augusti blev hon fri efter en fångutväxling.
Hon ledde senare en motståndsrörelsegrupp i det 19:e arrondissementet. Hon fick i uppdrag att attackera ett tyskt godståg vilket var framgångsrikt när de i numerärt underläge lyckades stoppa tåget vid en tågtunnelöppning med lokomotivet utanför och soldaterna drog sig under beskjutning tillbaka till de bakre vagnarna. En lokförare som bodde i närheten kopplade loss lokomotivet och körde iväg med det varvid soldaterna kapitulerade. Efter Paris befrielse nekades hon att inträde in i franska armén trots sin erfarenhet eftersom hon inte hade uppnått myndighetsåldern (21).

## Efterkrigstiden
Efter att nekas tillträde till armén drabbades Riffaud av en depression och enligt henne var det flera motståndsmän som tog livet av sig efter kriget. Riffaud mötte ett antal artister såsom Paul Eluard, André Vercors(fr) och Picasso vilka inspirerade henne till att bli journalist. Som krigskorrespondent rapporterade hon ifrån konflikterna i Algeriet, Vietnam, Laos, och Kambodja.
Under 70-talet arbetade hon under ett fingerat namn på ett sjukhus och skrev under tiden bestsellern Les linges de la nuit.
Efter freden 1945 har hon inte velat berätta om sitt förflutna fram tills hon besöktes av motståndsmannen Raymond Aubrac(fr).